# DAF CF
DAF CF (Compact Forte) — серія вантажівок повною масою 18-32 тонн, що випускаються з 2000 року.

## Перше покоління (2000-2006)

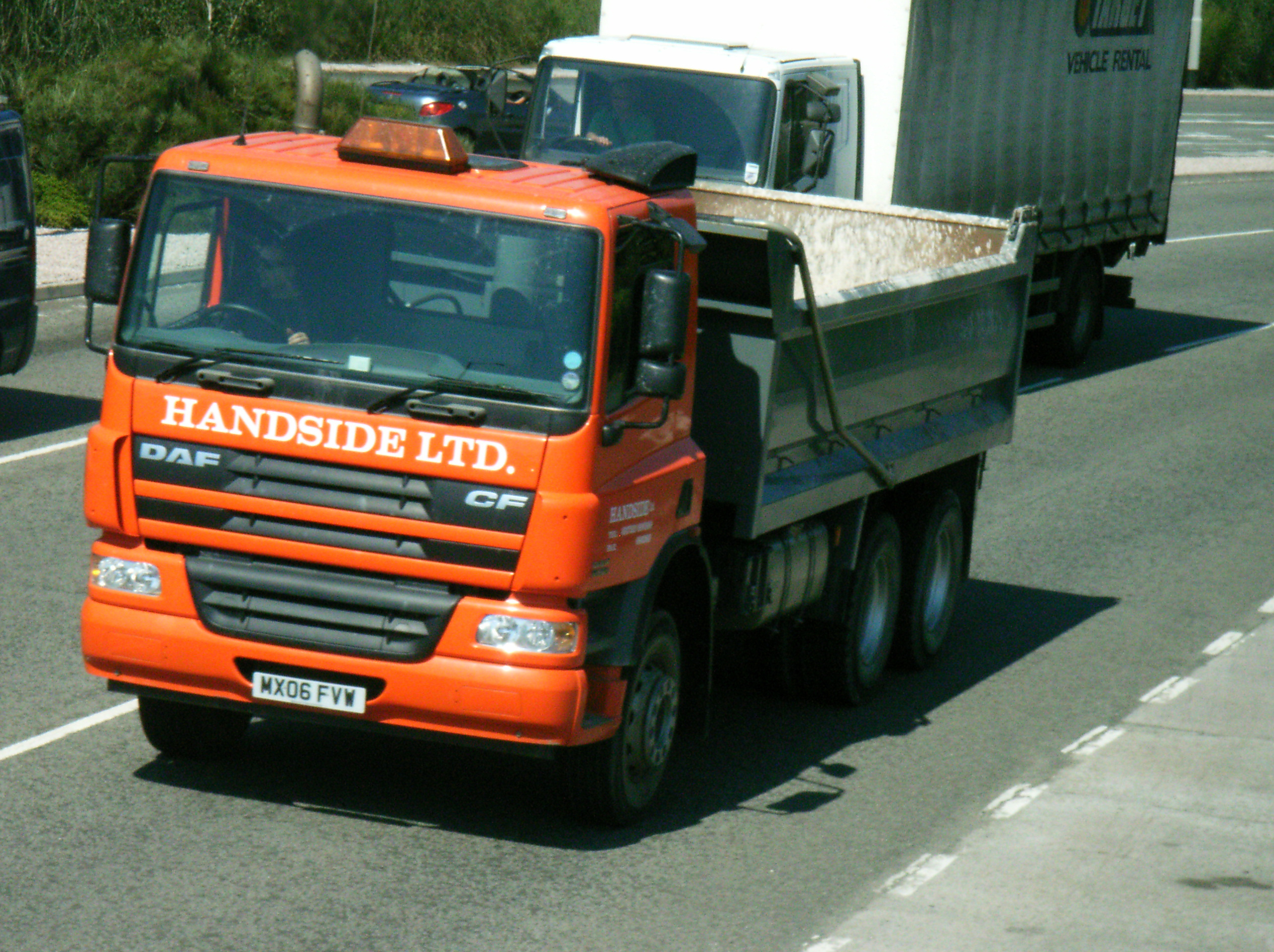
DAF CF 75 (2000-2006)

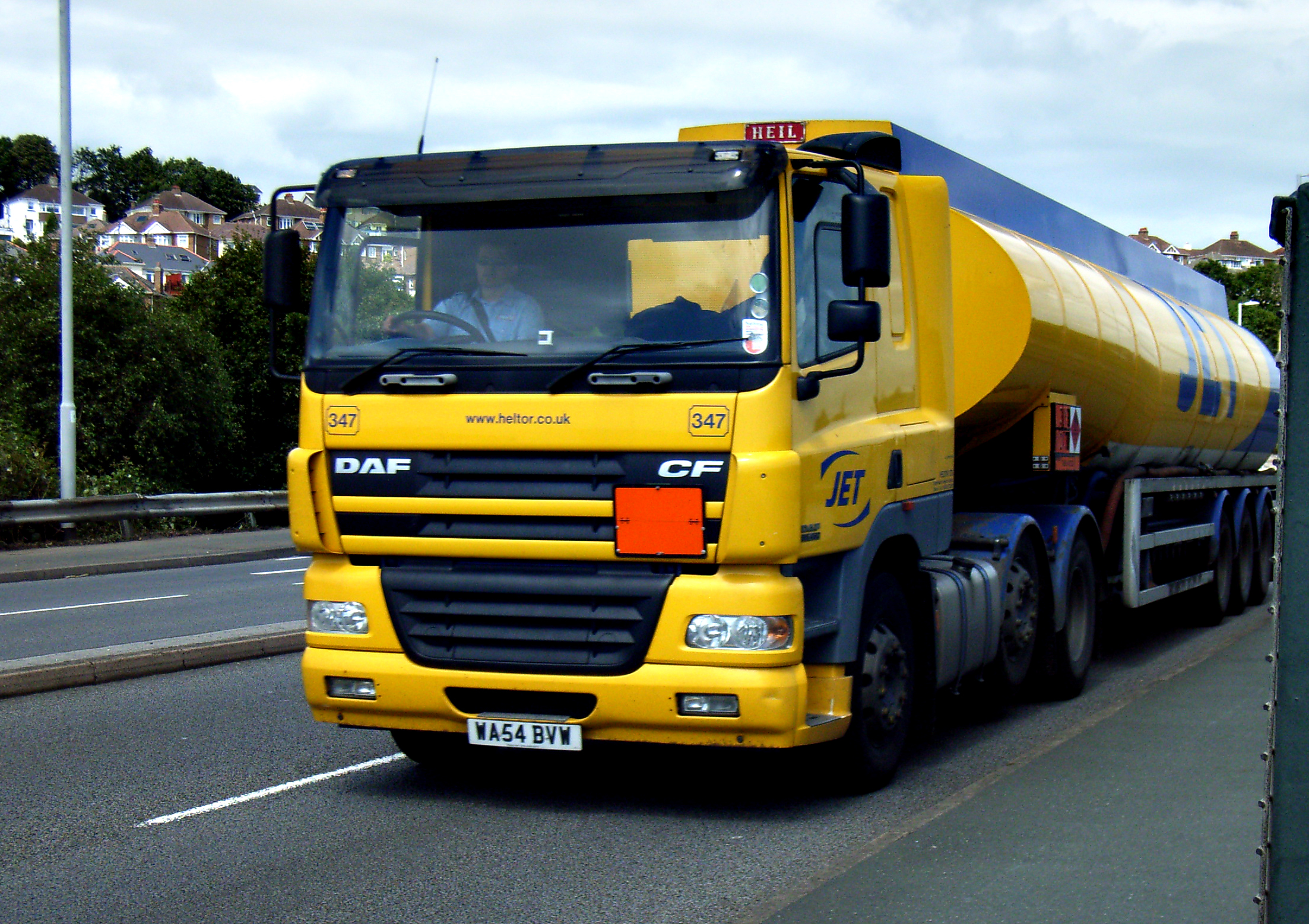
DAF CF 85 (2000-2006)

Середньотонажні автомобілі серій 65, 75 і 85 з'явилися в 1992 році, в 1998 році їх замінили оновлені 65CF, 75CF і 85CF, в 2000 році сімейство було модернізовано вдруге, отримавши позначення CF (Compact Forte). Новий модельний ряд включив моделі CF65, CF75 і CF85 з новою кабіною. Повна маса даних вантажних машин становить 18 тонн для модифікацій CF65, для моделей CF75 і CF85 маса дорівнює від 18 до 32 тонн.
Оскільки DAF CF випускається в трьох основних варіантах (65, 75, 85) і може бути не тільки тягачем, але також самоскидом і великою вантажівкою, на нього можуть встановлюватися двигуни трьох моделей. Найпотужніший (12,6 л, 340-430 к.с.) запозичений у флагмана 95XF. Двигун слабший - 9,2-літровий потужністю 250-360 к.с. Для найбільш легких версій призначається новий Cummins (його робочий об'єм - 5,9 л, потужність - 185-250 к.с.), оснащений системою уприскування common rail. Всі коробки передач спочатку були тільки механічні, з традиційним важелем. Але пізніше з'явилися версії з автоматичними коробками передач.

### Двигуни
- 5,9 л PACCAR 185/220/250 к.с. (CF65)
- 9,2 л PACCAR 250/310/360 к.с. (CF75)
- 12,9 л PACCAR 340-430 к.с. (CF85)

## Друге покоління (2006-2013)

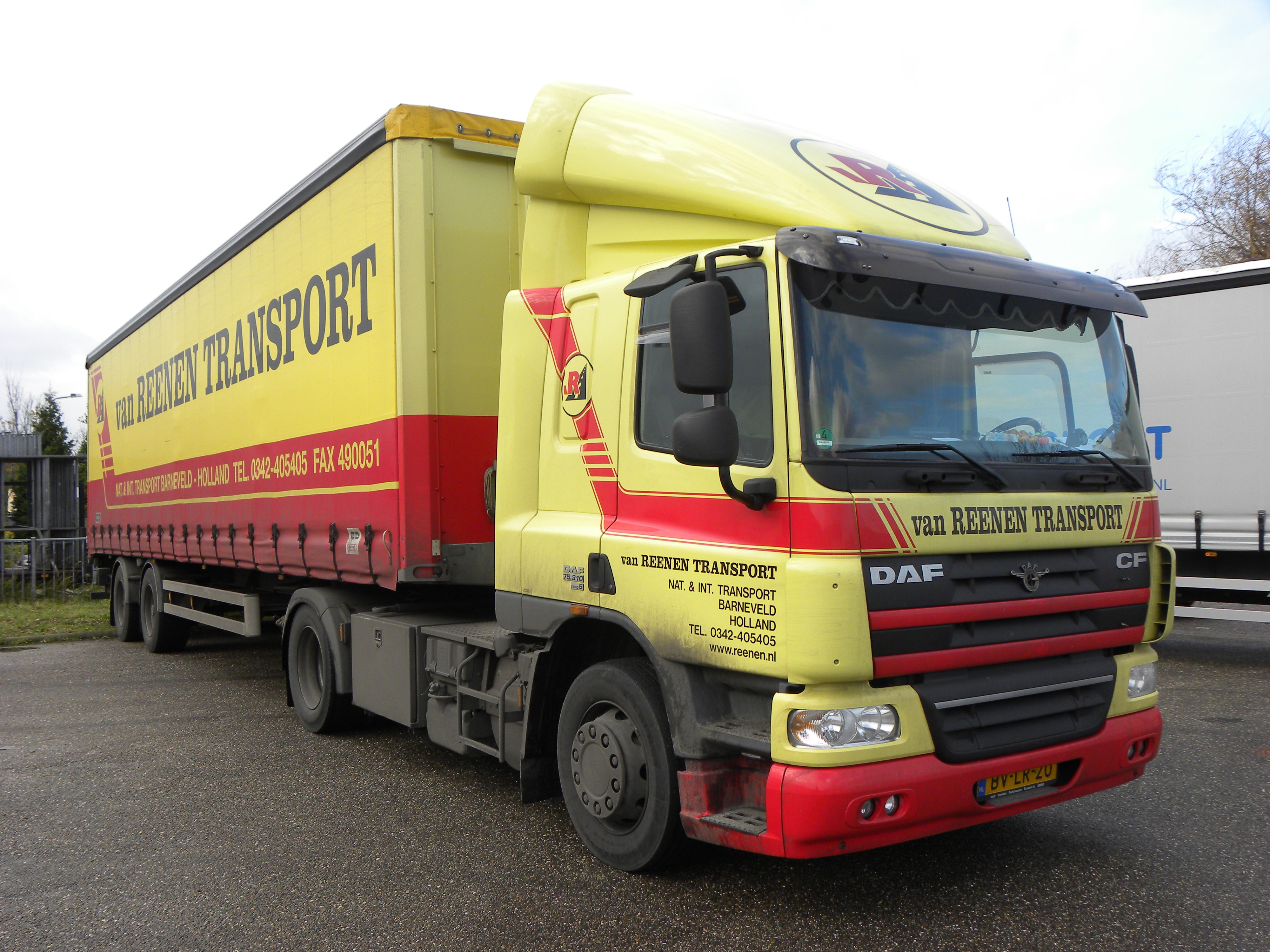
DAF CF 75 (2006-2013)

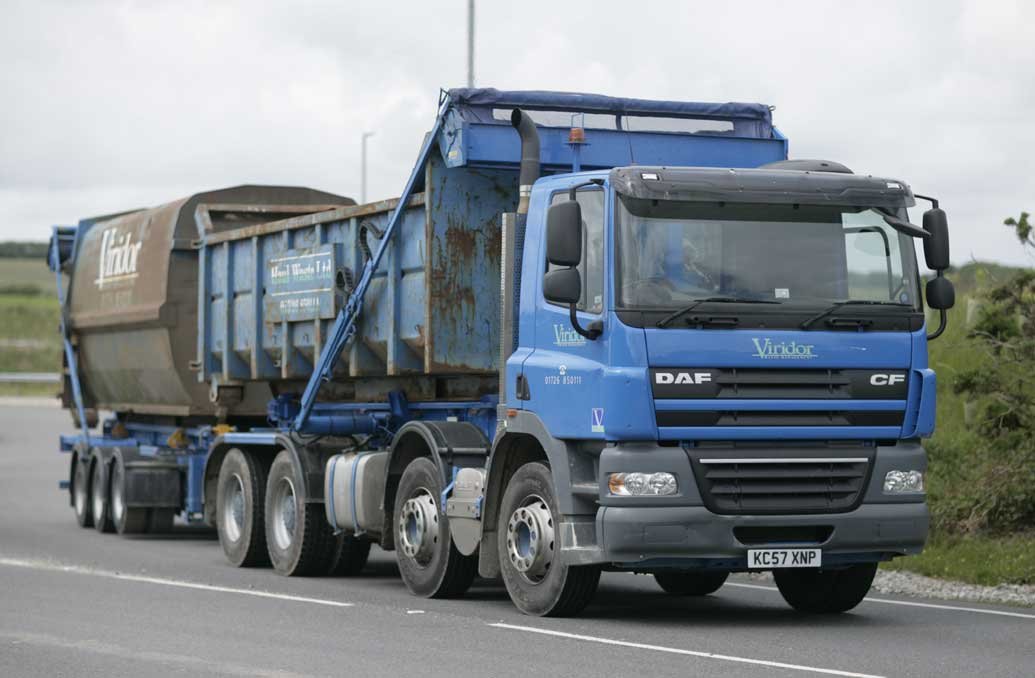
DAF CF 85 (2006-2013)

У 2006 році сімейство CF оновилося аналогічно легкій серії LF.
Серія CF65 представлена двовісними шасі (4х2) повною масою 18 т. Колісна база варіюється в діапазоні від 4,0 до 7,3 м. Максимальна довжина корисного вантажу при короткій кабіні і найбільшій базі дорівнює 10,1 м. Розмір коліс, як у всій серії CF, дорівнює 22,5 дюйма. 
У серію CF75 входять шасі повною масою 18 (4х2), 26 (6х2 і 6х4) і 32 т (8х4), а також сідлові тягачі 4х2 повною масою 18 т (у складі автопоїзда - 40 т). Колісна база у шасі становить від 4,0 до 7,1 м, у сідлових тягачів - 3,25, 3,6 і 3,8 м. 
Шасі серії CF85 мають повну масу 18 (колісна формула 4х2), 25 (6х2), 26 (6х2 і 6х4) і 32 т (8х2 і 8х4). Колісна база у цих автомобілів становить від 3,8 до 7,1 м. Сідлові тягачі CF85 випускаються з колісною формулою 4х2 (повна маса - 18 т, у складі автопоїзда - 40 т), 6х2 (23 і 25,7 т, у складі автопоїзда відповідно - 40 і 44 т) і 6х4 (26 т, у складі автопоїзда - 58 т). Колісна база у сідлових тягачів 4х2 - та ж, що і у двовісних CF75, у тягачів 6х2 - 3,85 і 4,1 м, у тягачів 6х4 - 3,9 м. 
Всі автомобілі серії CF обладнуються трьома варіантами кабін загальною шириною 2260 мм. Коротка кабіна CF Day Cab має довжину 1770 мм і внутрішню висоту 1600 мм, кабіна CF Sleeper Cab c одним спальним місцем - ту ж внутрішню висоту, що і CF Day Cab, і довжину 2200 мм, кабіна CF Space Cab c двома спальними місцями - ту ж довжину, що і CF Sleeper Cab, і внутрішню висоту 2230 мм. Довжина спальних місць - 2,02 м, ширина - 0,73 м. 
Автомобілі серії CF65 оснащуються новими 6,7-літровими дизелями PACCAR GR потужністю 220, 250 і 280 к.с. - Тими ж, що застосовуються в серії LF. Серія CF75 обладнується новими 9,2-літровими моторами PACCAR PR потужністю 250, 310 і 360 к.с. 
На вантажівки CF85 встановлюються нові 12,9-літрові дизелі PACCAR MX потужністю 360, 410, 460 і 510 к.с. Ресурс двигунів MX, встановлюваних також на автомобілі XF105, становить без капремонту 1600 тисяч км. 
Двигуни PR і MX, оснащені інтелектуальною системою впорскування палива SMART з індивідуальними насос-форсунками і каталітичним відновленням за технологією SCR, відповідають нормам Євро-4 і Євро-5. 
Мотори компонуються з механічними коробками передач: 6 - і 9-ступінчастими - на CF65, 8 -, 9 - і 16-ступінчастими - на CF75 і CF85. 
Коробки можуть доповнюватися пневмопідсилювачем перемикання ServoShift. Як опція на автомобілі встановлюються коробки ZF AS-Tronic. Автомобілі CF75 також можуть оснащуватися 5-позиційним «автоматом» Allison. 
Замість параболічних ресор може встановлюватися пневмопідвіска. Версії машин колісною формулою 6х4 і 8х4 обладнуються унікальної 8-важільної тандемною підвіскою DAF. Однією з особливостей нової серії CF стало застосування дискових гальм замість барабанних (за винятком машин з колісними редукторами).
Інтервал техобслуговування для вантажівок серії CF дорівнює 150 тис. км пробігу.

### Двигуни
- 6,7 л PACCAR GR 220/250/280 к.с. (CF65)
- 9,2 л PACCAR PR 250/310/360 к.с. (CF75)
- 12,9 л PACCAR MX 360/410/460/510 к.с. (CF85)

## Третє покоління (2013-2017)

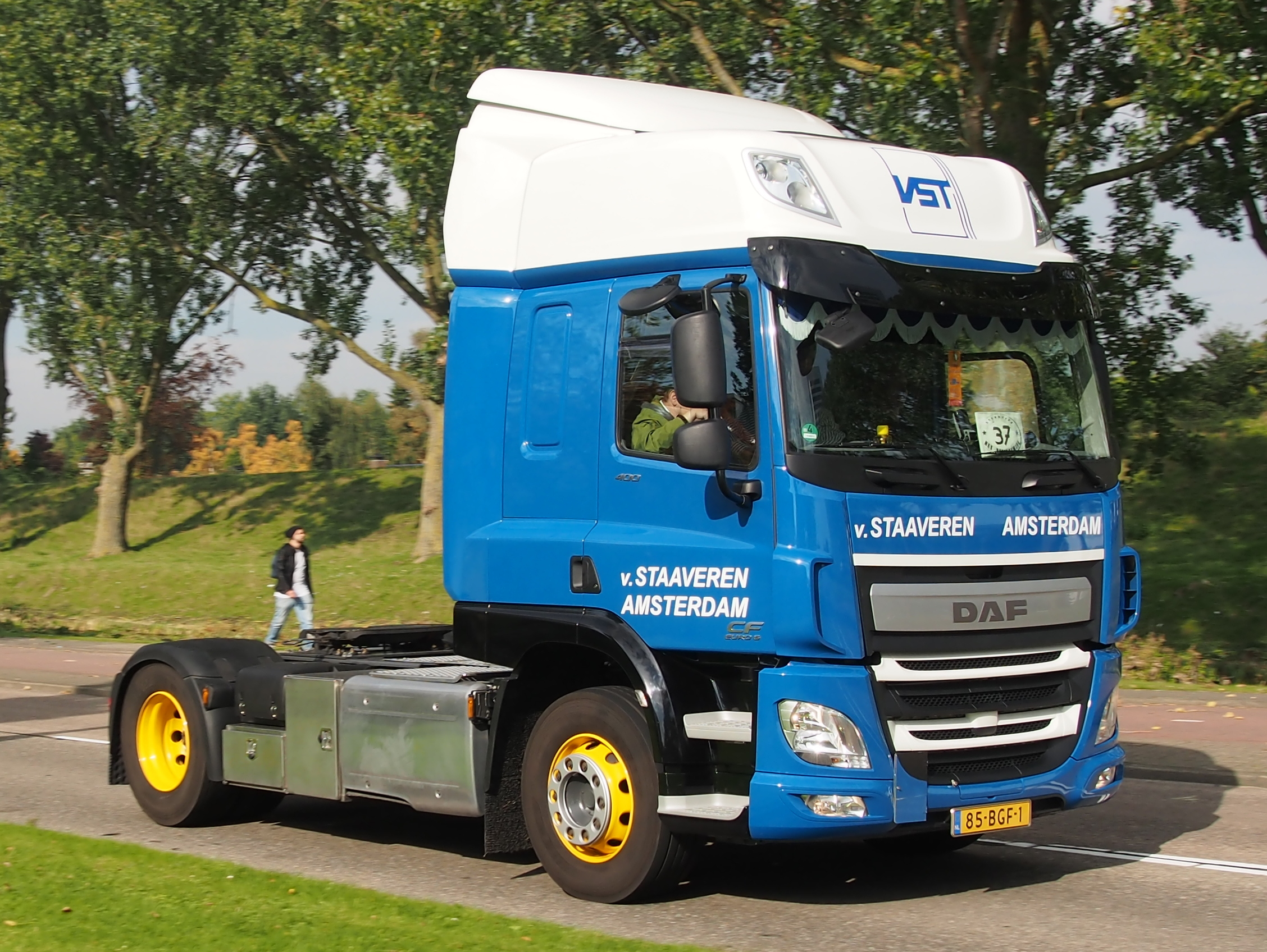
DAF CF (з 2013)

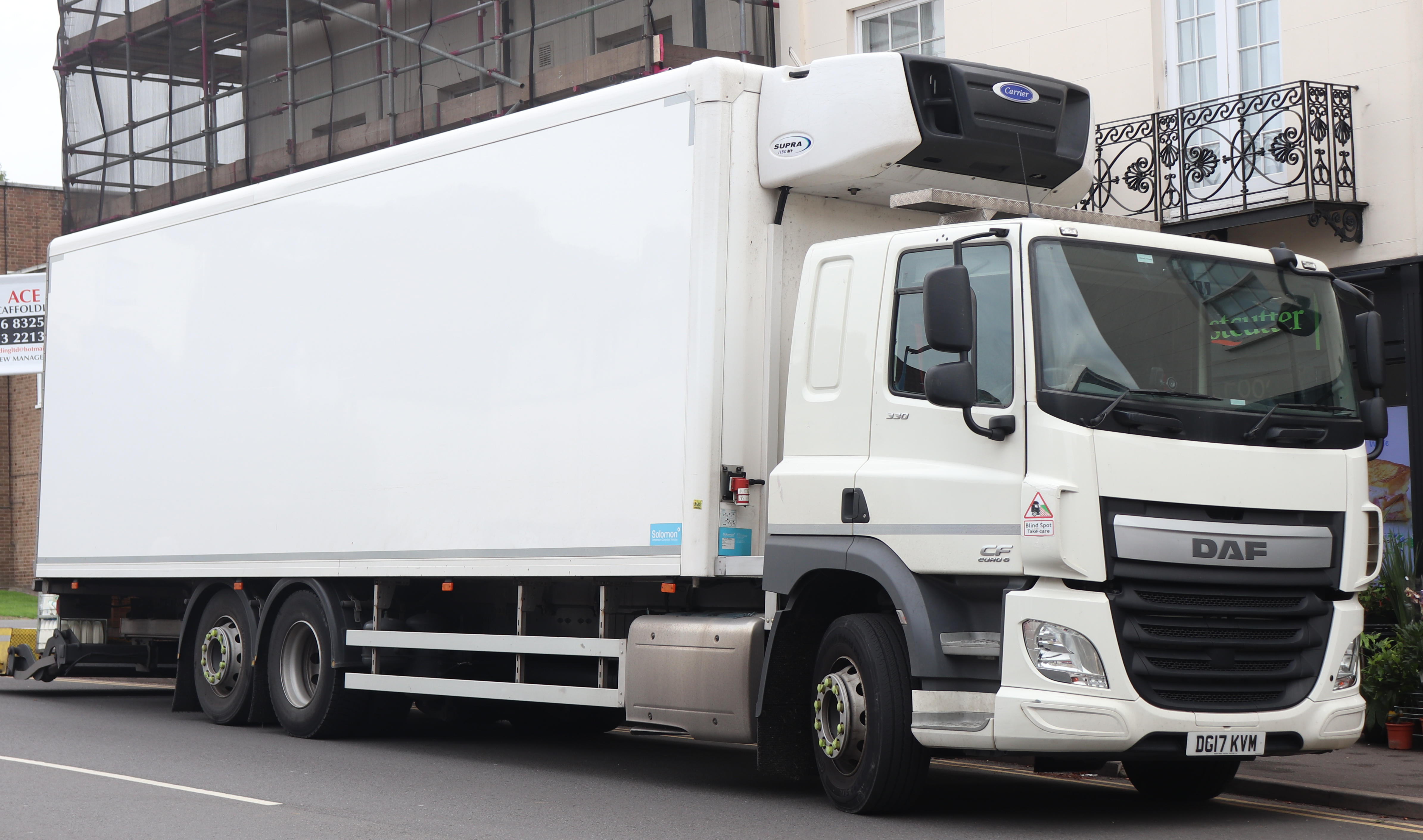
DAF CF (з 2013)

У 2013 році сімейство CF оновили аналогічно серіям LF та XF. Автомобілі отримали новий зовнішній вигляд і двигуни стандарту Євро-6.
Для автомобілів серії CF стандарту Euro 6 масою автопоїзда до 44 тонн з обертовим моментом двигуна до 2300 Нм з'явилася нова, ще більш легка задня вісь. Використання конструкції Stabilink - це одне з нововведень. Вбудований в підвіску задньої осі стабілізатор поперечної стійкості забезпечує оптимальну жорсткість і стійкість, а також дозволяє значно знизити масу. Нова монтажна плита сідельно-зчіпного пристрою, продумане кріплення відсіків акумуляторних батарей і нова система рульового управління також дозволяють знизити масу. Конструкція шасі лінійки LF Euro 6 була повністю переглянута для забезпечення максимальної жорсткості, відмінних ходових якостей, додаткового вільного простору для кріплення компонентів і зниження власної маси. Найзначніше нововведення - шасі з одиночної стінкою - дозволяє максимально зменшити власну масу, не знижуючи міцності завдяки використанню високоякісної сталі. Для збільшення вантажопідйомності моделі масою 18 і 19 тонн можуть оснащуватися новою задньою віссю вантажопідйомністю 13 тонн. Це необхідно для автомобілів, експлуатованих в країнах, в яких максимальне навантаження на провідну вісь може перевищувати 11,5 тонн.

## Четверте покоління (з 2017)

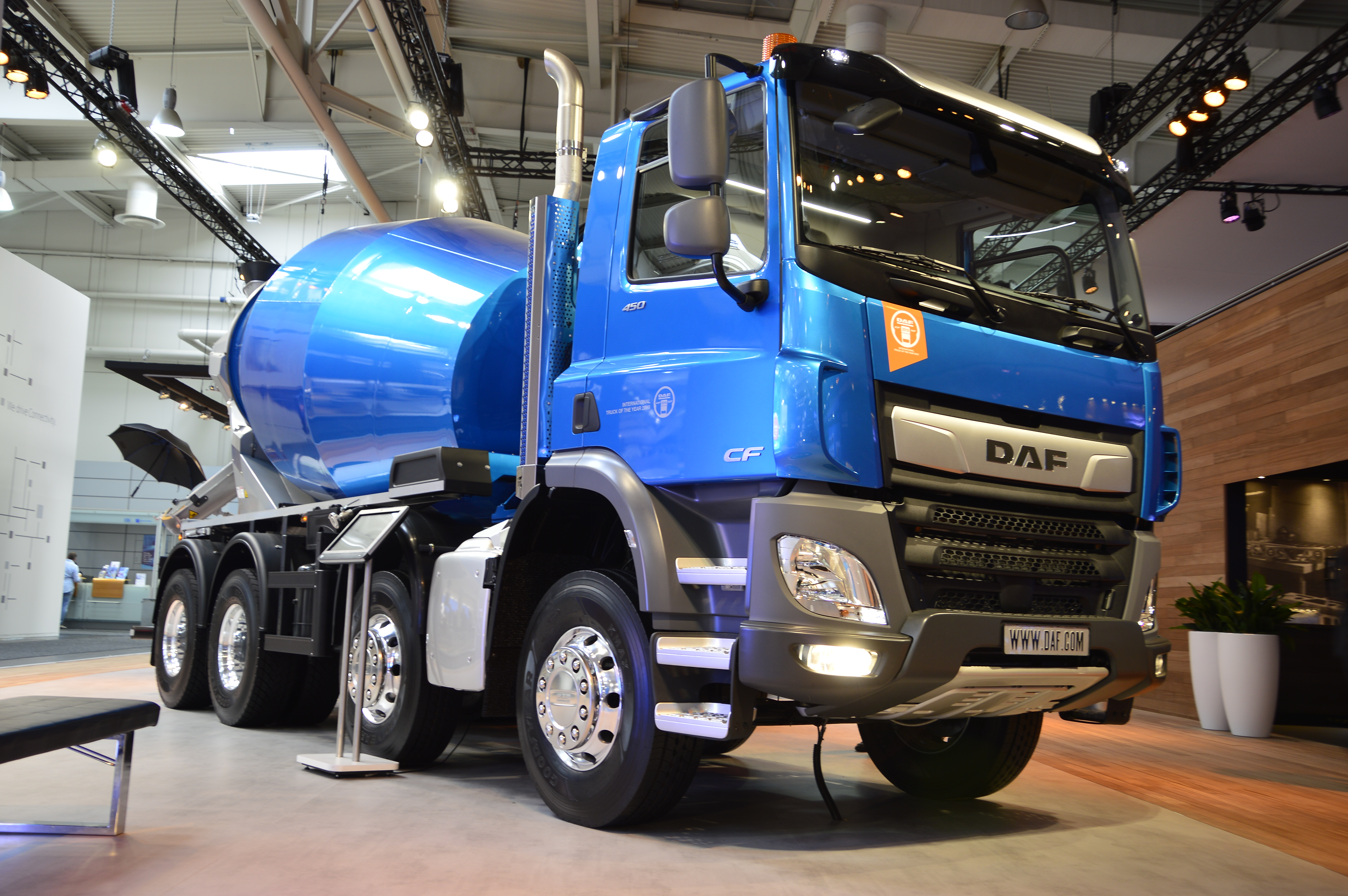
DAF CF (з 2017)

У квітні 2017 року DAF показав нове покоління моделі CF (4-е за рахунком), яке хоч і схоже на попереднє, але стало на 7% більш економічним. Двигуни PACCAR MX отримали оновлений турбонаддув і змінену систему EGR. Завдяки новим поршням і форсунок вдалося знизити термальну навантаження на двигун. Ряд технічних удосконалень дозволив значно підвищити крутний момент двигунів PACCAR MX-11 і MX-13.
Задня вісь також піддалася доопрацюванням. Передавальне число головної передачі понизили до 2.05:1, що дозволило досягати крейсерській швидкості 85 км/год при 1000-1040 об/хв. В "стандарті" DAF CF 2017 модельного року оснащується 12-ступінчастою автоматизованою коробкою передач TRAXON, а 16-ступінчаста доступна в якості опції. Нові вантажівки також отримали оновлену електроніку з системами EcoRoll і Cruise Control останнього покоління. Віддача моторного гальма PACCAR Engine Brake була підвищена. Максимальна гальмівна потужність у двигуна MX-11 зросла з 320 до 340 кВт, що дало 20% приріст ефективності гальмування в діапазоні оборотів з 1000 до 1500 об/хв.

### CF Electric

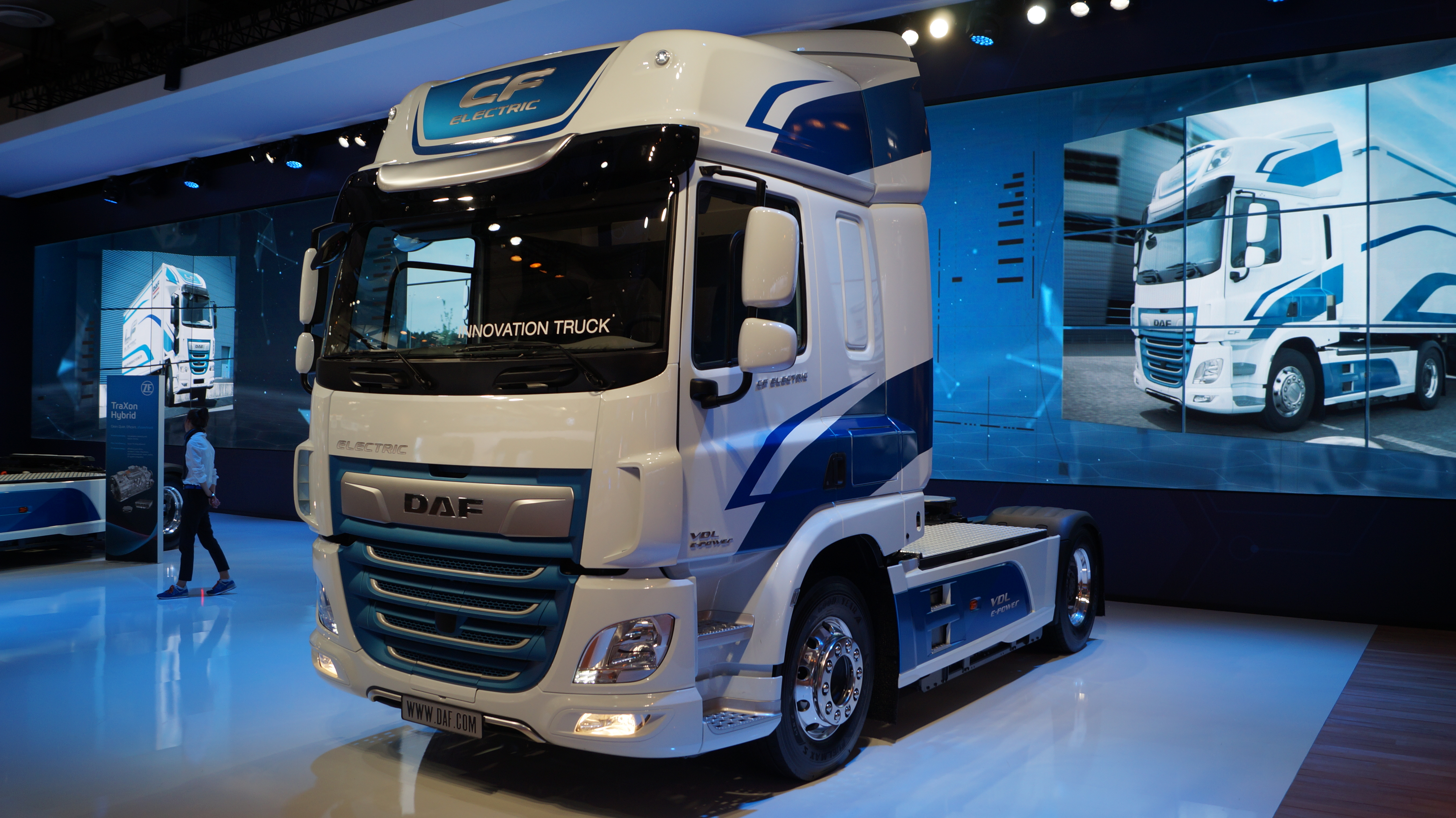
DAF CF Electric

DAF спільно з компанією VDL Bus&Coach представили електричну версію сідлового тягача сімейства CF. Невелика партія електровантажівок надійде на випробування клієнтам вже в кінці 2018 року.
DAF CF Electric - це 9.7-тонний сідловий тягач, розроблений для роботи в міських умовах в складі автопоїздів повною масою до 40 тонн. У рух він приводиться електродвигуном потужністю 210 кВт, який отримує енергію від літій-іонних батарей загальною ємністю 170 кВт*год. DAF повідомляє, що запас ходу складе близько 100 кілометрів. При цьому час швидкої зарядки - всього 30 хвилин, а на повну зарядку знадобиться 1.5 години.